# Draba macleanii
Draba macleanii är en korsblommig växtart som beskrevs av Joseph Dalton Hooker. Draba macleanii ingår i släktet drabor, och familjen korsblommiga växter. Inga underarter finns listade i Catalogue of Life.